# Itororó
Itororó este un oraș în statul Bahia (BA) din Brazilia.